# Giovanni Firpo
Giovanni Firpo (Serravalle Scrivia, 7 febbraio 1909 – Tortona, 26 febbraio 1994) è stato un ciclista su strada italiano.
Professionista dal 1931 al 1937, giunse terzo al Giro di Lombardia 1931.

## Carriera
Raggiunse la ribalta nel 1931, alla prima stagione con la maglia della Gloria, piazzandosi sul podio di due classiche del panorama italiano: fu terzo al Giro di Lombardia e colse l'identico risultato nel Giro del Piemonte.
Nel 1932 ottenne ancora un buon piazzamento nel Giro di Lombardia, chiudendo al settimo posto, mentre l'anno successivo fu ottavo. Nel 1933 colse anche un terzo posto nella classifica generale della Predappio-Roma, dietro Allegro Grandi e Armando Zucchini. Corse ancora qualche anno da individuale prima di smettere definitivamente nel 1937.

## Piazzamenti

### Classiche monumento
- Milano-Sanremo

1931: 37º
1933: 16º
- Giro di Lombardia

1931: 3º
1932: 7º
1933: 8º